# Herrarnas förföljelse i bancykling vid olympiska sommarspelen 1984
Herrarnas individuella förföljelse i bancykling vid olympiska sommarspelen 1984 ägde rum söndagen den 30 juli 1984 i Los Angeles.

## Medaljörer
| Event                 | Guld           | Silver                 | Brons            |
| Herrarnas förföljelse | Steve Hegg USA | Rolf Gölz Västtyskland | Leonard Nitz USA |

## Resultat

### Elimineringsrunda
| Placering | Cyklist                      | Tid     |
| --------- | ---------------------------- | ------- |
| 1         | Steve Hegg (USA)             | 4:35,57 |
| 2         | Robert Pascal (FRA)          | 4:46,51 |
| 3         | Leonard Harvey Nitz (USA)    | 4:46,99 |
| 4         | Jørgen V. Pedersen (DEN)     | 4:48,42 |
| 5         | Rolf Gölz (FRG)              | 4:48,55 |
| 6         | Dean Woods (AUS)             | 4:49,51 |
| 7         | Roberto Calovi (ITA)         | 4:49,89 |
| 8         | Michael Grenda (AUS)         | 4:51,46 |
| 9         | Rudi Ceyssens (BEL)          | 4:51,51 |
| 10        | Jelle Nijdam (NED)           | 4:51.77 |
| 11        | Shaun Wallace (GBR)          | 4:51,91 |
| 12        | Jörg Müller (SUI)            | 4:52,57 |
| 13        | Alex Stieda (CAN)            | 4:54,28 |
| 14        | Gonzalez Caries Garcia (URU) | 4:54,37 |
| 15        | Anthony Cuff (NZL)           | 4:55,06 |
| 16        | Gabriel O. Curuchet (ARG)    | 4:55,07 |
| 17        | Gary Trevisiol (CAN)         | 4:57,01 |
| 18        | Henning Larsen (DEN)         | 4:58,17 |
| 19        | Maurizio C. Colombo (ITA)    | 4:59,72 |
| 20        | Sixten Wackström (FIN)       | 4:59,94 |
| 21        | Stephan Joho (SUI)           | 5:00,30 |
| 22        | Hans Fischer (BRA)           | 5:00,47 |
| 23        | Willian Palacios (COL)       | 5:01,17 |
| 24        | Karl Krenauer (AUT)          | 5:01,18 |
| 25        | Éric Louvel (FRA)            | 5:01,52 |
| 26        | Steve Bent (GBR)             | 5:02,17 |
| 27        | Fernando Vera (CHI)          | 5:02,53 |
| 28        | Balbino Jaramillo (COL)      | 5:04,27 |
| 29        | Diomedes Panton (PHI)        | 5:14,27 |
|           | Caino Pedro Omar (ARG)       | OVT     |
|           | Hsu Chin-Te (TPE)            | OVT     |
|           | Eduardo Cuevas (CHI)         | OVT     |
|           | lngo Wittenbom (FRG)         | OVT     |

### Åttondelsfinaler
| Heat | Placering | Cyklist                | Land           | Tid     | Kvalificering |
| ---- | --------- | ---------------------- | -------------- | ------- | ------------- |
| 1    | 1         | Michael Grenda         | Australien     | 4:48,99 | Q             |
| 1    | 2         | Rudi Ceyssens          | Belgien        | 4:29,53 |               |
| 2    | 2         | Roberto Calovi         | Italien        | 4:50,11 |               |
| 2    | 1         | Jelle Nijdam           | Nederländerna  | 4:46,78 | Q             |
| 3    | 1         | Dean Woods             | Australien     | 4:43,72 | Q             |
| 3    | 2         | Shaun Wallace          | Storbritannien | 4:50,80 |               |
| 4    | 1         | Rolf Gölz              | Västtyskland   | 4:42,63 | Q             |
| 4    | 2         | Jörg Müller            | Schweiz        | 4:53,07 |               |
| 5    | 1         | Jørgen V. Pedersen     | Danmark        | 4:45,34 | Q             |
| 5    | 2         | Alex Stieda            | Kanada         | 4:51,75 |               |
| 6    | 1         | Leonard Harvey Nitz    | USA            | 4:44,97 | Q             |
| 6    | 2         | Gonzalez Carlos Garcia | Uruguay        | 4:53,72 |               |
| 7    | 1         | Robert Pascal          | Frankrike      | 4:47,94 | Q             |
| 7    | 2         | Anthony Cuff           | Nya Zeeland    | 4:50,49 |               |
| 8    | 1         | Steve Hegg             | USA            | 4:40,26 | Q             |
| 8    | 2         | Gabriel O. Curuchet    | Argentina      | 4:51,04 |               |

### Kvartsfinaler
| Heat | Placering | Cyklist             | Land          | Tid     | Kvalificering |
| ---- | --------- | ------------------- | ------------- | ------- | ------------- |
| 1    | 1         | Leonard Harvey Nitz | USA           | 4:43,98 | Q             |
| 1    | 2         | Jørgen V. Pedersen  | Danmark       | 4:46,65 |               |
| 2    | 1         | Dean Woods          | Australien    | 4:48,65 | Q             |
| 2    | 2         | Jelle Nijdam        | Nederländerna | 4:52,98 |               |
| 3    | 1         | Rolf Gölz           | Västtyskland  | 4:37,70 | Q             |
| 3    | 2         | Robert Pascal       | Frankrike     | OVT     |               |
| 4    | 1         | Steve Hegg          | USA           | 4:37,10 | Q             |
| 4    | 2         | Michael Grenda      | Australien    | OVT     |               |

### Semifinaler
| Heat | Placering | Cyklist             | Land         | Tid     | Kvalificering |
| ---- | --------- | ------------------- | ------------ | ------- | ------------- |
| 1    | 1         | Rolf Gölz           | Västtyskland | -       | Q             |
| 1    | 2         | Leonard Harvey Nitz | USA          | OVT     |               |
| 1    | 1         | Steve Hegg          | USA          | 4:47,07 | Q             |
| 1    | 2         | Dean Woods          | Australien   | 4:55,02 |               |

### Bronsmatch
| Heat | Placering | Cyklist             | Land       | Tid     | Plats |
| ---- | --------- | ------------------- | ---------- | ------- | ----- |
| 1    | 2         | Dean Woods          | Australien | 4:44,08 | 4     |
| 1    | 1         | Leonard Harvey Nitz | USA        | 4:44,03 | 3     |

### Final
| Heat | Placering | Cyklist    | Land         | Tid     | Plats |
| ---- | --------- | ---------- | ------------ | ------- | ----- |
| 1    | 2         | Rolf Gölz  | Västtyskland | 4:43,82 | 2     |
| 1    | 1         | Steve Hegg | USA          | 4:39,35 | 1     |